# Linken (Ramin)
Linken ist ein Ortsteil der Gemeinde Ramin des Amtes Löcknitz-Penkun im Landkreis Vorpommern-Greifswald in Mecklenburg-Vorpommern.

## Geographie
Der Ort liegt sieben Kilometer nordöstlich von Ramin. Die Nachbarorte sind Buk im Norden, Dobra und Wołczkowo im Nordosten, Wąwelnica im Osten, Dołuje im Südosten, Marienhof im Süden, Grenzdorf und Gellin im Südwesten, Neuenkrug und Bismark im Westen sowie Hohenfelde im Nordwesten.

## Geschichte
Das Dorf wurde durch die Grenzziehung nach dem Zweiten Weltkrieg von Neu-Linken, heute Lubieszyn im polnischen Powiat Policki, getrennt. Es gehörte bis 2003 zur Gemeinde Bismark.